# Concelho das Ilhas

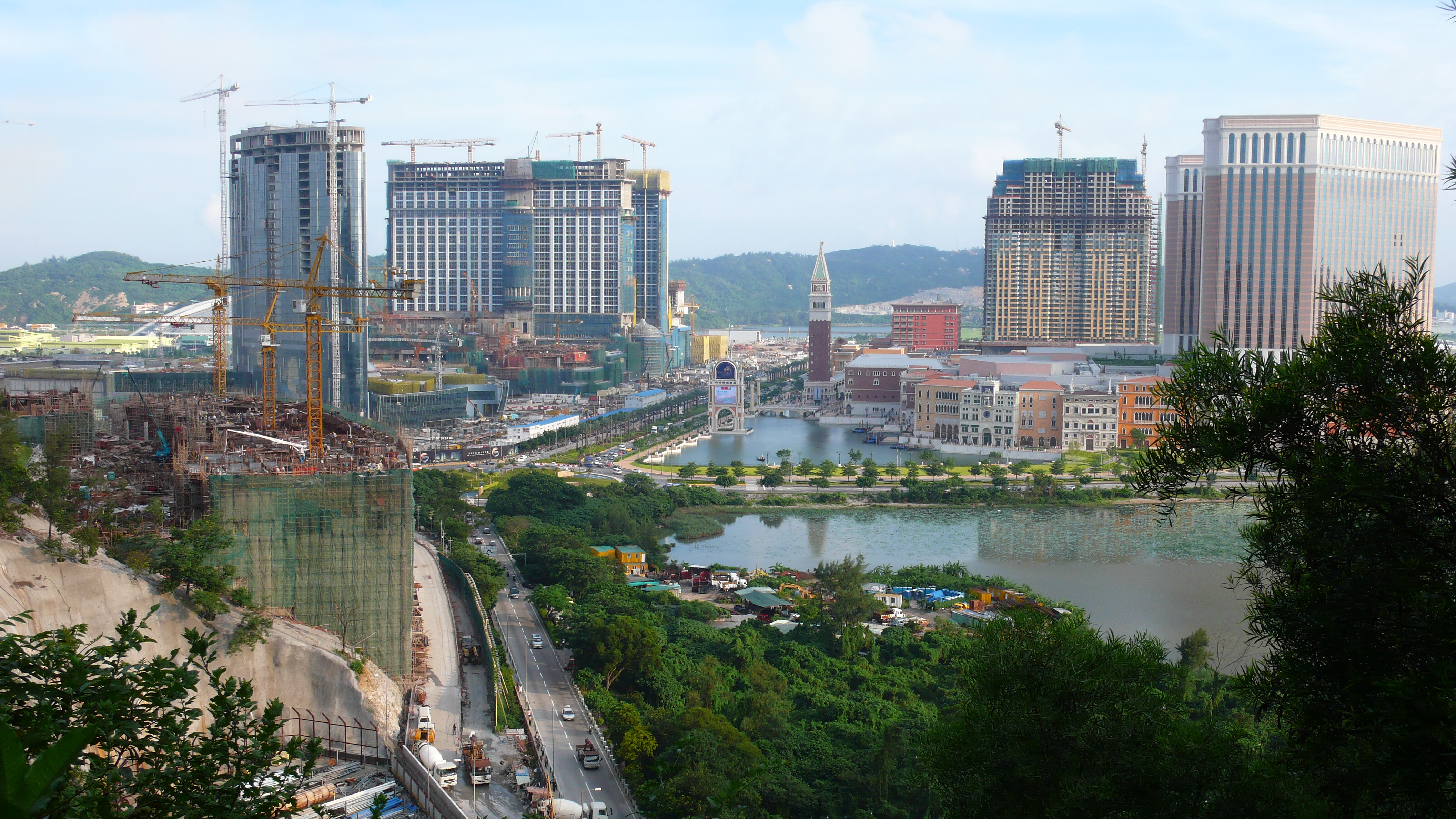
Blick von Taipa auf Cotai, im Hintergrund der Alto de Coloane auf Coloane

Die Concelho das Ilhas (portugiesisch für Gemeinde der Inseln, chinesisch 海島市, Pinyin Hǎidǎo Shì, Jyutping Hoi2dou2 Si5; seltener auch Taipa-Coloane) war eine der beiden ursprünglichen Gemeinden, nach portugiesischem Vorbild Concelho, der portugiesischen Kolonie beziehungsweise ab 1999 der Sonderverwaltungszone Macau, welche zum 1. Januar 2002 im Zuge der Abschaffung der verwaltungstechnischen Untergliederung Macaus mit der Concelho de Macau vereinigt wurde; die Aufgaben der ehemaligen beiden Kommunalverwaltungen wurden an das Instituto para os Assuntos Cívicos e Municipais übertragen.

## Gliederung
Traditionell bestand die Concelho das Ilhas aus den beiden Inseln Taipa und Coloane, welche deckungsgleich mit den Freguesias Freguesia de Nossa Senhora do Carmo und Freguesia de São Francisco de Xavier sind. Diese waren aber seit jeher rein statistischer Natur und bestehen als Stadtteile bis heute zu Zwecken der Bevölkerungszählung und Vermessung fort. Vor allem durch Landgewinnung hat sich das Gebiet über die beiden Inseln hinaus seit der Übertragung der Souveränität über Macau an die Volksrepublik China stark ausgedehnt.
Die größte Landgewinnung ist die Zone Cotai, welche die beiden ehemaligen Inseln Taipa und Coloane verbindet. Cotai ist keiner Freguesia zugeordnet und stellt somit neben der Freguesia de Nossa Senhora do Carmo und der Freguesia de São Francisco de Xavier ein eigenes Verwaltungssubjekt mit dem offiziellen Namen Zona de Aterro entre Taipa e Coloane dar, ist jedoch keine vollwertige Freguesia und wird somit auch nicht in der Einwohnererhebung, wohl aber in der Landflächenaufschlüsselung angegeben. Da Cotai hauptsächlich den Cotai Strip und weitere Hotels, Casinos und Freizeitanlagen beherbergt und keinen Wohnraum, ist die Zone für die statistische Einwohnererhebung unbedeutend. Neuere Landgewinnungen werden als Novos Aterros Urbanos de Macau zusammengefasst. Auf dem Gebiet der Concelho das Ilhas sind mit Stand März 2019 beide Teile der Zone E bereits fertiggestellt, aber noch nicht bebaut. Die Zone E liegt an der Nordostküste von Taipa neben dem Fährterminal und dem Flughafen Macau und wird als integrativer Teil der Freguesia de Nossa Senhora do Carmo angegeben. Auch die weiter westlich geplanten Zonen C und D werden aufgrund der unmittelbaren Nähe zu Taipa Teil dieser Freguesia werden.
Eine Besonderheit in der Untergliederung ist das Gebiet der Universität von Macau. Nach ihrem Umzug vom alten Campus auf Taipa zum neuen Campus liegt das Universitätsgelände heute gegenüber von Cotai auf dem Stadtgebiet von Zhuhai in Festlandchina, unterliegt aber nach einem Übereinkommen zwischen der Sonderverwaltungszone Macau und der Volksrepublik China der Jurisdiktion von Macau. Zur statistischen Einwohnererhebung wird das Gebiet der Universität von Macau der Freguesia de Nossa Senhora do Carmo zugeordnet.
| Name                                 | Art         | Fläche  | Einwohner | Bevölkerungsdichte | Anmerkung                                    |
| ------------------------------------ | ----------- | ------- | --------- | ------------------ | -------------------------------------------- |
| São Francisco de Xavier              | Freguesia   | 7,6 km² | 26.700    | 3.513 Einw./km²    | entspricht der Insel Coloane                 |
| Nossa Senhora do Carmo               | Freguesia   | 7,9 km² | 104.700   | 11.764 Einw./km²   | entspricht der Insel Taipa                   |
| Universität von Macau                | Pachtgebiet | 1,0 km² | 104.700   | 11.764 Einw./km²   | nicht Gebiet der Sonderverwaltungszone Macau |
| Zona de Aterro entre Taipa e Coloane | Zone        | 6,0 km² | 0         | 0 Einw./km²        | auch Cotai genannt                           |

## Geschichte

### Portugiesische Kolonialzeit bis 1999

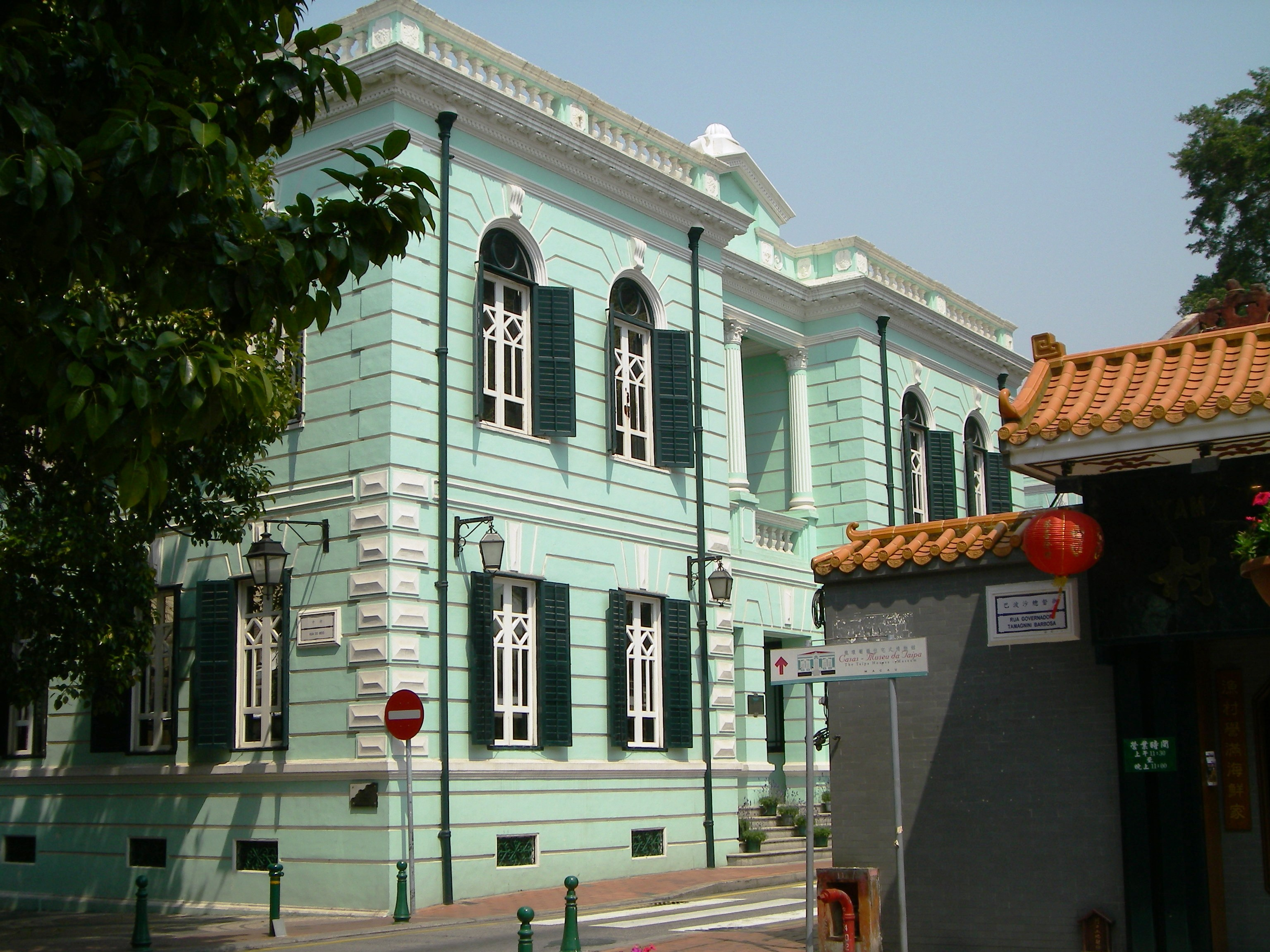
Das heutige Historische Museum von Coloane und Taipa beherbergte bis 2001 die Gemeindeverwaltung

Bis 1928 standen die Inseln Taipa und Coloane unter Militärverwaltung. Erst mit der Gründung der Concelho das Ilhas wurde die Militärverwaltung abgeschafft. Beide Inseln wurden als Freguesia auch mit dem Namen der jeweiligen Kirche auf der Insel bezeichnet. Daraus entstand eine Doppelbezeichnung für die beiden Verwaltungseinheiten. Im Jahr 1968 wurden beide Inseln über einen künstlichen Isthmus verbunden.
Ab 1988 bestand der Gemeinderat (portugiesisch Câmara Municipal) als Exekutivorgan aus einem Präsidenten und einem Gemeinderat (portugiesisch vereador), die vom Gouverneur ernannt wurden. Dazu kamen ein Vizepräsident sowie zwei weitere Gemeinderäte; diese wurden von der Gemeindeversammlung (portugiesisch Assembleia Municipal) gewählt. Die Gemeindeversammlung bestand aus neun Abgeordneten und bildete die Legislative. Von den neun Abgeordneten wurden drei Abgeordnete direkt von der Bevölkerung gewählt, drei weitere Abgeordnete wurden über indirekte Wahlen bestimmt und die übrigen drei Abgeordneten wurden vom Gouverneur bestimmt. Als Vorsitzender des Exekutivorgans hatte der Präsident des Gemeinderats ein dem eines Bürgermeisters vergleichbares Amt inne. Von 1986 bis 1989 war Raul Leandro dos Santos Präsident des Gemeinderates. Von 1989 bis 1993 folgte ihm darauf Fernando Rosa Duque, bevor Raul Leandro dos Santos von 1993 bis 1997 das Amt erneut einnahm. Letzter Präsident des Gemeinderates war Joaquim Madeira de Carvalho von 1997 bis Ende 2001.

### Macau unter chinesischer Souveränität ab 1999
Nach 1999 wurden die beiden Organe zunächst weitergeführt. Dazu wurde allerdings der Name geändert: Aus dem Gemeinderat wurde der Provisorische Gemeinderat (portugiesisch Câmara Municipal Provisória), die Gemeindeversammlung bestand als Provisorische Gemeindeversammlung (portugiesisch Assembleia Municipal Provisória) fort. Die verwaltungstechnische Untergliederung sollte in Macau jedoch abgeschafft werden, weshalb die Kompetenzen der beiden Concelhos vom 31. Dezember 2001 zum 1. Januar 2002 an das Instituto para os Assuntos Cívicos e Municipais übertragen wurden, welches dem Sekretariat für Verwaltung und Justiz untersteht.
Das 1921 im neoklassizistischen Stil errichtete Gemeindehaus wurde 1992 unter Denkmalschutz gestellt und beherbergt heute das Historische Museum von Coloane und Taipa.

## Bevölkerung

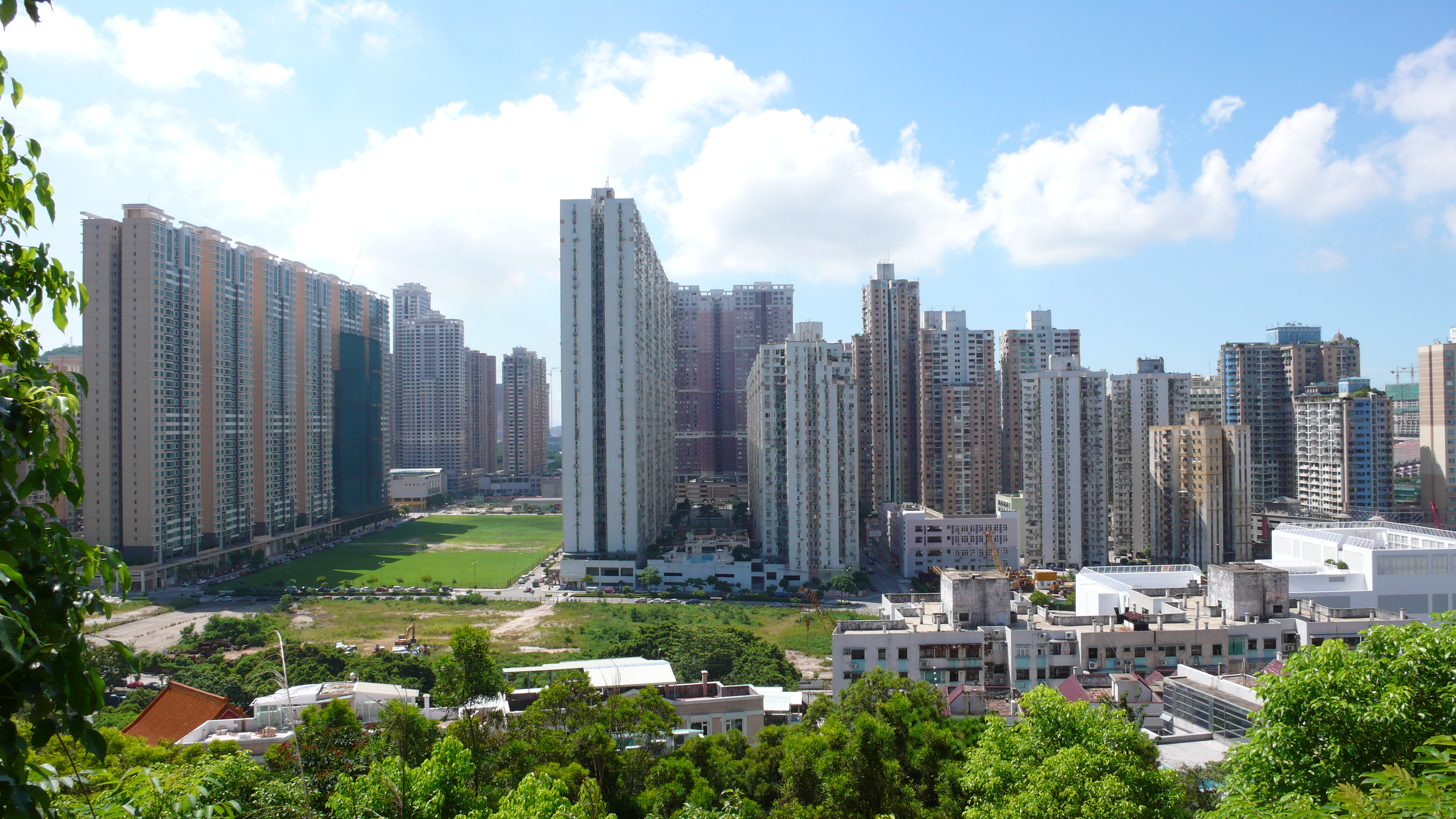
Bauboom auf Taipa

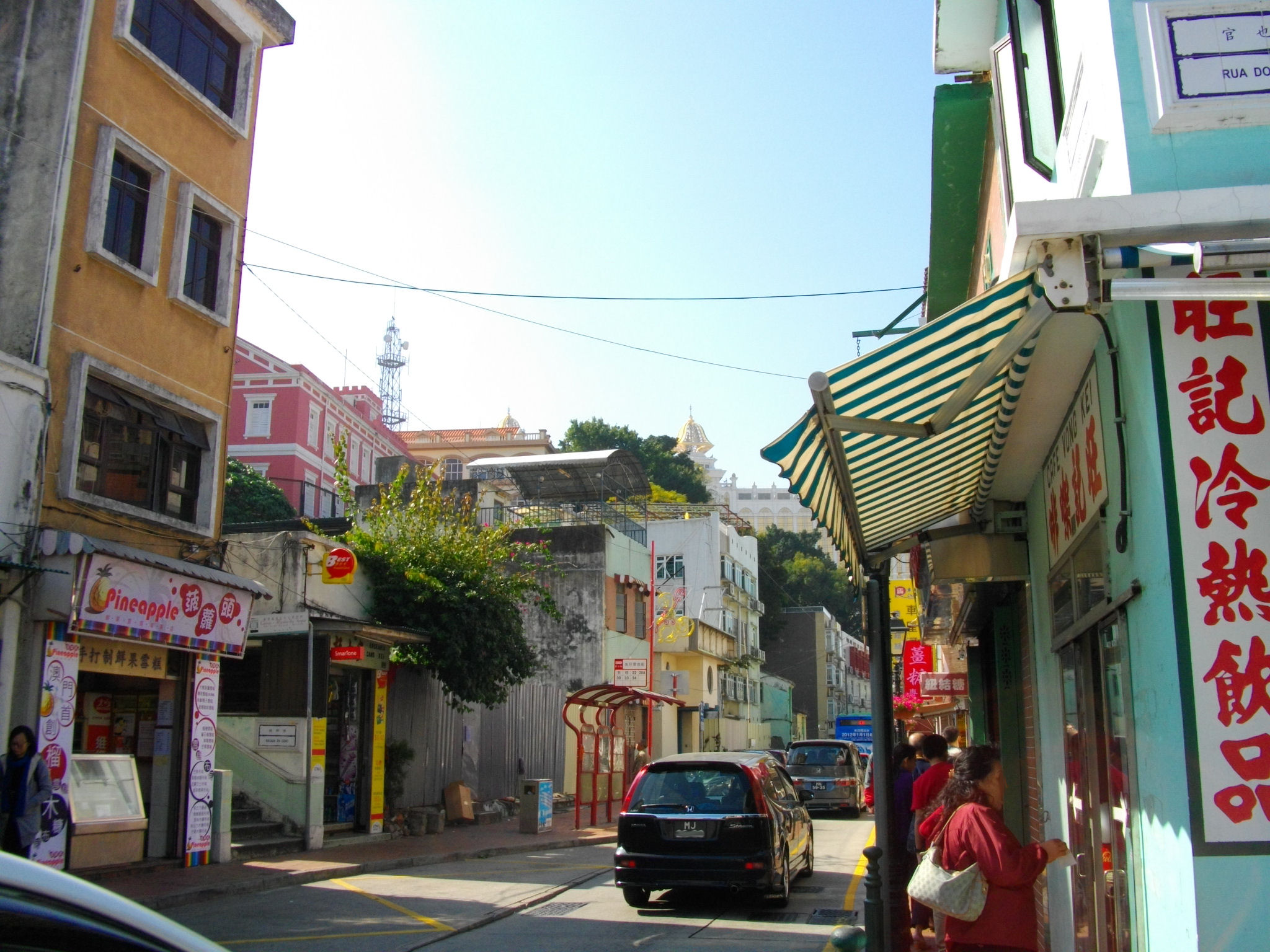
Ursprüngliche Bebauung in der Altstadt von Taipa

Insbesondere ab den 1990er-Jahren stieg die Bevölkerungszahl für die Concelho das Ilhas sprunghaft an. Bis zur Rückgabe Macaus an die Volksrepublik China blieben beide Inseln ländlich geprägt. In den späten 1990er-Jahren begann ein Bauboom. Zunächst wurde 1995 der Flughafen Macau errichtet, in den Folgejahren begann der Bau zahlreicher neuer Wohngebiete in Plattenbauarchitektur, um den Bedarf an Wohnraum für Macau zu decken, wozu die ursprünglichen Gebiete der Conhelho de Macau nicht mehr in der Lage waren. Der Bauboom breitete sich ab der Jahrtausendwende stetig weiter nach Süden aus. Das zeigte sich zunächst mit der Aufschüttung von Cotai, dessen ab 2006 neu eröffnete Spielbanken und Hotels die Wirtschaft auf dem Gebiet der Concelho das Ilhas voranbrachte. Während sich die Bevölkerung von Coloane von 1981 bis 2011 von 4.228 auf 4.262 kaum erhöhte und zwischenzeitlich nur bei 2.469 lag, wurde Coloane spätestens von 2011 bis 2016 ebenfalls vom Bauboom erfasst, da die Bevölkerung in den fünf Jahren von 4.262 auf 26.889 anstieg.
| Concelho das Ilhas: Bevölkerungszahlen von 1981 bis 2017   | Concelho das Ilhas: Bevölkerungszahlen von 1981 bis 2017 | Concelho das Ilhas: Bevölkerungszahlen von 1981 bis 2017 | Concelho das Ilhas: Bevölkerungszahlen von 1981 bis 2017 | Concelho das Ilhas: Bevölkerungszahlen von 1981 bis 2017 |
| ---------------------------------------------------------- | -------------------------------------------------------- | -------------------------------------------------------- | -------------------------------------------------------- | -------------------------------------------------------- |
| Jahr                                                       |                                                          |                                                          |                                                          | Einwohner                                                |
| 1981                                                       | 1981                                                     |                                                          | 9.795                                                    | 9.795                                                    |
| 1991                                                       | 1991                                                     |                                                          | 10.314                                                   | 10.314                                                   |
| 1996                                                       | 1996                                                     |                                                          | 20.205                                                   | 20.205                                                   |
| 2001                                                       | 2001                                                     |                                                          | 44.690                                                   | 44.690                                                   |
| 2006                                                       | 2006                                                     |                                                          | 66.585                                                   | 66.585                                                   |
| 2011                                                       | 2011                                                     |                                                          | 82.759                                                   | 82.759                                                   |
| 2016                                                       | 2016                                                     |                                                          | 129.648                                                  | 129.648                                                  |
| 2017¹                                                      | 2017¹                                                    |                                                          | 131.400                                                  | 131.400                                                  |
| ¹ kein Zensus durchgeführt, angegebener Wert ist Schätzung |                                                          |                                                          |                                                          |                                                          |

## Gemeindeinsignien

Flagge der Concelho das Ilhas (1975–1999)
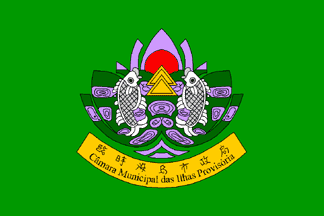
Flagge der Concelho das Ilhas (1999–2001)